# ثانیه شمالی
ثانیه شمالی یا قفزةالثانیه  (جَست دوم) یا لاندا خرس بزرگ یک ستاره است که در صورت فلکی خرس بزرگ قرار دارد.
نام قفزةالثانیه به معنی جهش دوم است که به جهش دوم آهویی اشاره دارد که در نگاره‌های قدیمی این صورت فلکی ترسیم می‌شد.